# Jakub Rybicki
Jakub Rybicki (ur. 1 listopada 1998 w Radomiu) – polski siatkarz, grający na pozycji przyjmującego.

## Sukcesy juniorskie
Ogólnopolska Olimpiada Młodzieży:
- 2014

I liga:
- 2016

## Nagrody indywidualne
- 2014: MVP Ogólnopolskiej Olimpiady Młodzieży